# Margaret River (Austrália Ocidental)
Margaret River é uma cidade no sudoeste da Austrália Ocidental, localizada no vale do rio de mesmo nome, a 277 quilômetros (172 milhas) ao sul de Perth, capital do estado.
A costa de Margaret River, a oeste da cidade é uma conhecida área de surfe. Coloquialmente, a área é referida como Margs e sedia todo ano desde 1985 uma etapa do ASP World Tour, o Campeonato Mundial de Surfe.